# Matt Celotti
Matthew Celotti (conocido como Matt Celotti; Melbourne, 9 de julio de 1979) es un deportista australiano que compitió en judo. Ganó cuatro medallas en el Campeonato de Oceanía de Judo entre los años 2002 y 2008.

## Palmarés internacional
| Campeonato de Oceanía | Campeonato de Oceanía        | Campeonato de Oceanía | Campeonato de Oceanía |
| Año                   | Lugar                        | Medalla               | Categoría             |
| --------------------- | ---------------------------- | --------------------- | --------------------- |
| 2002                  | Wellington (Nueva Zelanda)   | Medalla de oro        | –100 kg               |
| 2003                  | Suva (Fiyi)                  | Medalla de plata      | –100 kg               |
| 2004                  | Numea (Francia)              | Medalla de bronce     | –100 kg               |
| 2008                  | Christchurch (Nueva Zelanda) | Medalla de oro        | –100 kg               |